# Город-спаситель
«Город-спаситель» — почетный знак, установленный Президентом Украины для отмечания проявленных жителями городов иностранных государств гуманизма, милосердия, солидарности с украинским народом в отстаивании идеалов свободы, мира и демократии, а также поддержки Украины в защите её независимости и суверенитета во время отпора вооруженной агрессии Российской Федерации.
Награда присваивается городам иностранных государств, жители которых массово оказывают гуманитарную защиту и другие виды помощи гражданам Украины, вынужденно покинувшим Родину вследствие вооруженной агрессии Российской Федерации против Украины, а также другую весомую поддержку Украине в защите её независимости и суверенитета.

## История награды
Почетный знак «Город-спаситель» учреждён 22 мая 2022 года Указом Президента Украины Владимира Зеленского.
Тем самым Указом первым был отмечен польский город Жешув.
4 апреля 2023 года Указом Президента Украины Владимира Зеленского были утверждены Положение о почетном отличии, рисунки отличия и базового образца памятной плакетки к отличию.

## Описание награды

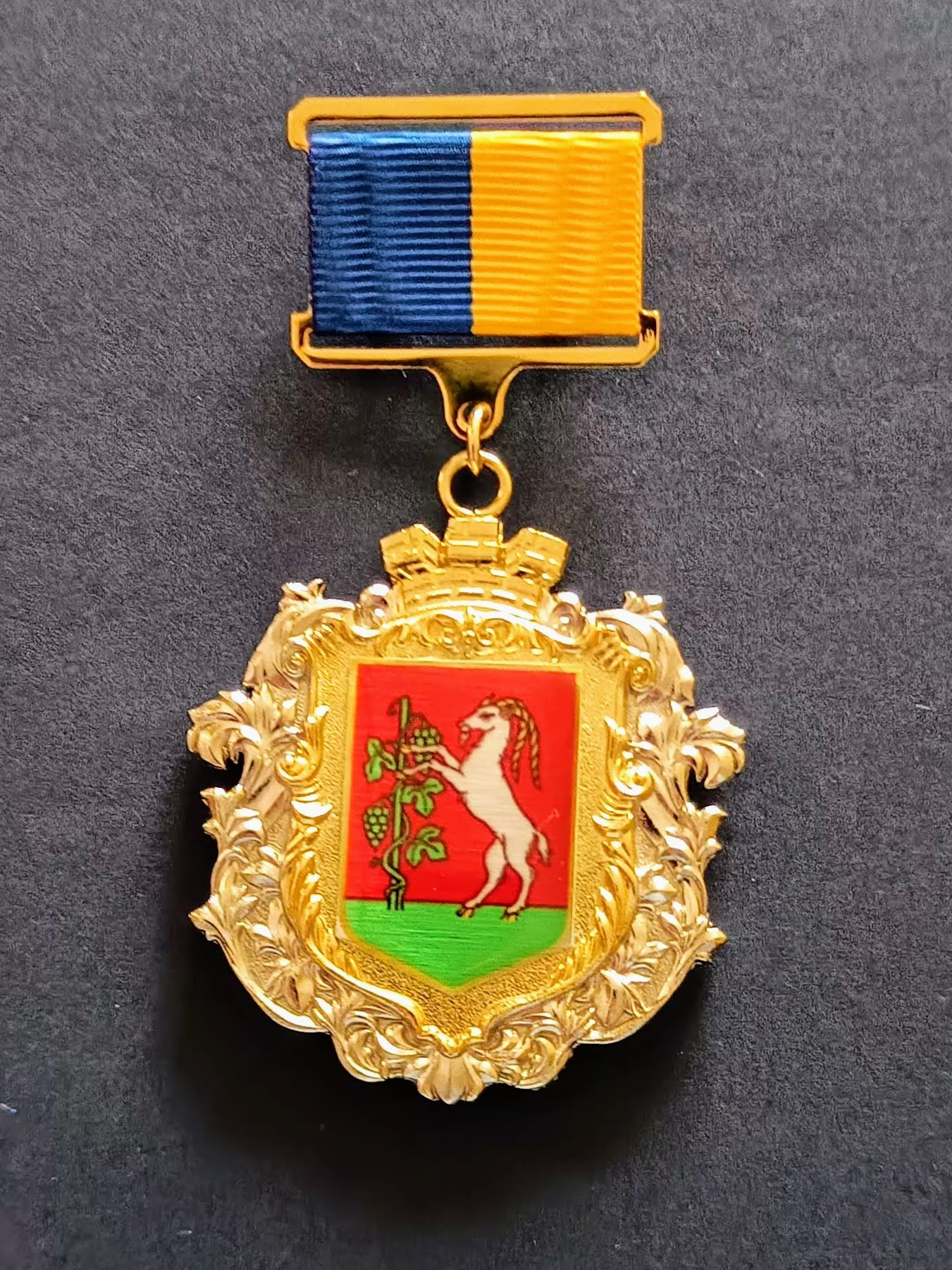
Почетный знак Люблина

Почетный знак имеет вид картуша с каменной короной на фоне листьев аканта. В картуше помещен герб города, которому присвоено почетное отличие.
Почетное отличие производится из сплавов меди. Изображение картуша и короны покрыты гальваническим золотом, листья аканта — никелем.
На обратной стороне почетного знака отличия в картуше помещена надпись «______________ГОРОД-СПАСИТЕЛЬ».
Изображение картуша, короны и листьев аканта — рельефные.
Размер почетного отличия: высота — 50 мм, ширина — 47,5 мм.
С помощью ушка и кольца почетное отличие соединяется с колодкой, изготовленной из медных сплавов с покрытием гальваническим золотом. Верхняя и нижняя части колодки имеют прорези, через которые поверхность колодки обтянута лентой. Размер колодки: высота — 23 мм, ширина — 32 мм. На оборотной стороне колодки — застежка для прикрепления к флагу города.
Лента почетного знака отличия шелковая муаровая, с продольными полосками синего и жёлтого цветов. Ширина ленты 28 мм, ширина каждой полоски 14 мм.
Памятная плакетка к почетному отличию имеет форму горизонтального прямоугольника. Основание плакетки изготавливается из ламинированного композитного материала, на которую помещена прямоугольная пластина белого металла.
В правой половине пластины изображен развернутый свиток с текстом Указа Президента Украины о присвоении почетного знака отличия.
В левой половине пластины изображена почетная награда без колодки, ниже надпись в две строки буквами синего цвета: «______________ГОРОД-СПАСИТЕЛЬ».
По краю пластины орнамент в виде лавровых листьев золотистого цвета.
Размер памятной плакетки — 220×300 мм.

## Список городов-спасителей
Почетное отличие присвоено:
| № | Герб | Город    | Страна  | Дата награждения | Основание для награждения |
| - | ---- | -------- | ------- | ---------------- | --- |
| 1 |      | Жешув    | Польша  | 22 мая 2022      | В целях отличия выявленных жителями городов иностранных государств гуманизма, милосердия, солидарности с украинским народом в отстаивании идеалов свободы, мира и демократии, а также поддержки Украины в защите её независимости и суверенитета во время отпора вооруженной агрессии Российской Федерации против Украины. |
| 2 |      | Пшемысль | Польша  | 11 июля 2022     | За проявленные гуманизм, милосердие и солидарность с украинским народом, всестороннюю помощь гражданам Украины, вынужденно покинувшим Родину в результате вооруженной агрессии Российской Федерации против Украины, а также весомой поддержке Украины в защите её независимости и суверенитета.                            |
| 3 |      | Прага    | Чехия   | 28 октября 2022  | За проявленные гуманизм, милосердие и солидарность с украинским народом, всестороннюю помощь гражданам Украины, вынужденно покинувшим Родину в результате вооруженной агрессии Российской Федерации против Украины, а также весомой поддержке Украины в защите её независимости и суверенитета.                            |
| 4 |      | Вильнюс  | Литва   | 24 января 2023   | За проявленные гуманизм, милосердие и солидарность с украинским народом, всестороннюю помощь гражданам Украины, вынужденно покинувшим Родину в результате вооруженной агрессии Российской Федерации против Украины, а также весомой поддержке Украины в защите её независимости и суверенитета.                            |
| 5 |      | Люблин   | Польша  | 3 апреля 2023    | За проявленные гуманизм, милосердие и солидарность с украинским народом, всестороннюю помощь гражданам Украины, вынужденно покинувшим Родину в результате вооруженной агрессии Российской Федерации против Украины, а также весомой поддержке Украины в защите её независимости и суверенитета.                            |
| 6 |      | Хелм     | Польша  | 3 апреля 2023    | За проявленные гуманизм, милосердие и солидарность с украинским народом, всестороннюю помощь гражданам Украины, вынужденно покинувшим Родину в результате вооруженной агрессии Российской Федерации против Украины, а также весомой поддержке Украины в защите её независимости и суверенитета.                            |
| 7 |      | Париж    | Франция | 18 апреля 2023   | За проявленные гуманизм, милосердие и солидарность с украинским народом, всестороннюю помощь гражданам Украины, вынужденно покинувшим Родину в результате вооруженной агрессии Российской Федерации против Украины, а также весомой поддержке Украины в защите её независимости и суверенитета.                            |
| 8 |      | Варшава  | Польша  | 13 января 2025   | За проявленные гуманизм, милосердие и солидарность с украинским народом, всестороннюю помощь гражданам Украины, вынужденно покинувшим Родину в результате вооруженной агрессии Российской Федерации против Украины, а также весомой поддержке Украины в защите её независимости и суверенитета.                            |